# Calificările pentru Campionatul Mondial de Fotbal 2006
Calificările la Campionatul Mondial de Fotbal 2006 au început odată cu tragerea la sorți ce a avut loc la Zürich, în decembrie 2003. 197 echipe din cele șase confederații FIFA au intrat în competiție pentru 31 de locuri disponibile, locurile fiind distribuite confederațiilor continentale în funcție de puterea lor. Distribuția finală a fost, după cum urmează:
- Europa - reprezentată de UEFA: 51 de echipe concurente pentru 13 locuri (Germania calificată automat ca țară-gazdă pentru un total de 14 de locuri)
- Africa - CAF: 51 de echipe pentru 5 locuri
- America de Sud - CONMEBOL: 10 echipe pentru 4,5 locuri
- Asia - AFC: 39 de echipe pentru 4,5 locuri
- America de Nord, Centrală și Caraibe - CONCACAF: 34 de echipe pentru 3,5 locuri
- Oceania - OFC: 12 echipe pentru 0,5 locuri.

Fiecare 0,5 indică dreptul de participare la un baraj inter-confederație pentru ultimele două locuri, și anume meciul de baraj dintre AFC și CONCACAF și cel dintre CONMEBOL și OFC.

## Echipe calificate

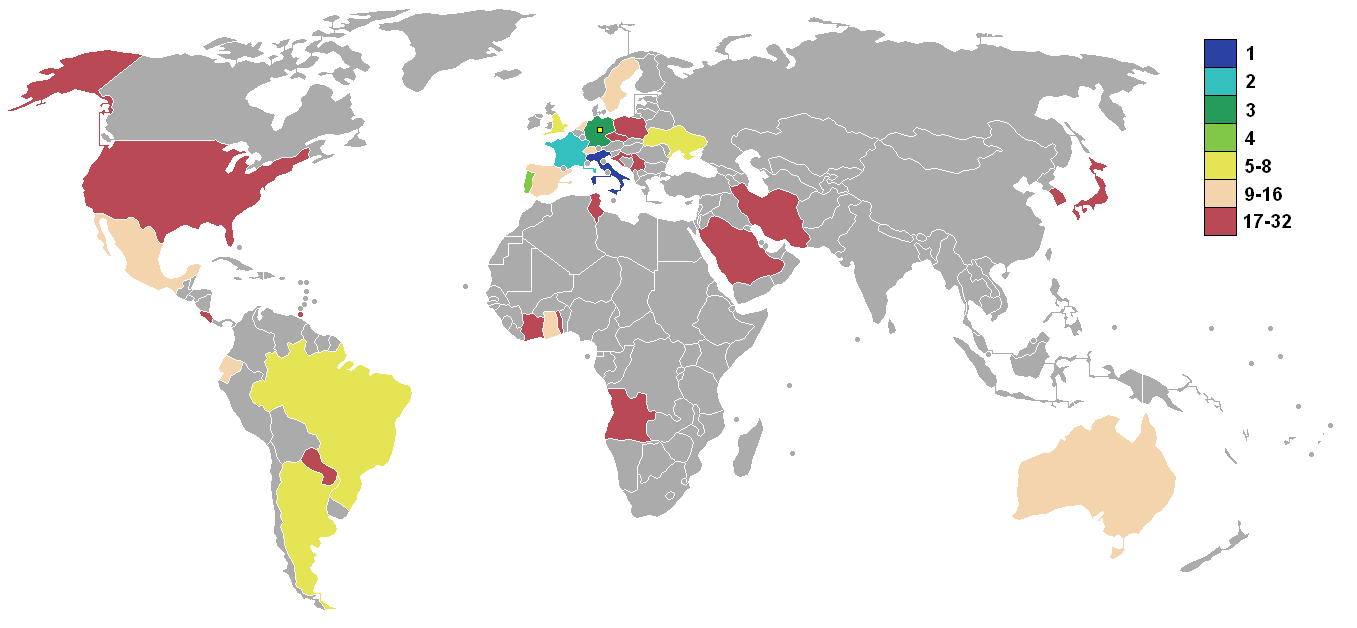
Ţările calificate

| Echipa               | Apariții | Loc   | Apariția precedentă |
| -------------------- | -------- | ----- | ------------------- |
| Angola               | 1        | 1     | -                   |
| Argentina            | 14       | 9     | 2002                |
| Australia            | 2        | 1     | 1974                |
| Brazilia             | 18       | 18    | 2002                |
| Costa Rica           | 3        | 2     | 2002                |
| Coasta de Fildeș     | 1        | 1     | -                   |
| Croația              | 3        | 3     | 2002                |
| Cehia                | 1(1)     | 1     | -(1)                |
| Ecuador              | 2        | 2     | 2002                |
| Anglia               | 12       | 3     | 2002                |
| Franța               | 12       | 3     | 2002                |
| Germania (h)         | 16(2)    | 14(2) | 2002                |
| Ghana                | 1        | 1     | -                   |
| Iran                 | 3        | 1     | 1998                |
| Italia               | 16       | 12    | 2002                |
| Japonia              | 3        | 3     | 2002                |
| Coreea de Sud        | 7        | 6     | 2002                |
| Mexic                | 13       | 4     | 2002                |
| Țările de Jos        | 8        | 1     | 1998                |
| Paraguay             | 7        | 3     | 2002                |
| Polonia              | 7        | 2     | 2002                |
| Portugalia           | 4        | 2     | 2002                |
| Arabia Saudită       | 4        | 4     | 2002                |
| Serbia și Muntenegru | 2(3)     | 1     | 1998                |
| Spania               | 12       | 8     | 2002                |
| Suedia               | 11       | 2     | 2002                |
| Elveția              | 8        | 1     | 1994                |
| Togo                 | 1        | 1     | -                   |
| Trinidad și Tobago   | 1        | 1     | -                   |
| Tunisia              | 4        | 3     | 2002                |
| Ucraina              | 1        | 1     | -                   |
| Statele Unite        | 8        | 5     | 2002                |

## Grupele calificării

### Europa (UEFA)
13 echipe + țara gazdă (Germania) s-au calificat în total la Campionatul Mondial.
Group standings:
| Grupa 1              | Grupa 2            | Grupa 3                  | Grupa 4              |
| -------------------- | ------------------ | ------------------------ | -------------------- |
| 1. Țările de Jos     | 1. Ucraina         | 1. Portugalia            | 1. Franța            |
| 2. Cehia             | 2. Turcia          | 2. Slovacia              | 2. Elveția           |
| 3. România           | 3. Danemarca       | 3. Rusia                 | 3. Israel            |
| 4. Finlanda          | 4. Grecia          | 4. Estonia               | 4. Republica Irlanda |
| 5. Macedonia de Nord | 5. Albania         | 5. Letonia               | 5. Cipru             |
| 6. Armenia           | 6. Georgia         | 6. Liechtenstein         | 6. Insulele Feroe    |
| 7. Andorra           | 7. Kazahstan       | 7. Luxemburg             |                      |
| Grupa 5              | Grupa 6            | Grupa 7                  | Grupa 8              |
| 1. Italia            | 1. Anglia          | 1. Serbia și Muntenegru  | 1. Croația           |
| 2. Norvegia          | 2. Polonia         | 2. Spania                | 2. Suedia            |
| 3. Scoția            | 3. Austria         | 3. Bosnia și Herțegovina | 3. Bulgaria          |
| 4. Slovenia          | 4. Irlanda de Nord | 4. Belgia                | 4. Ungaria           |
| 5. Belarus           | 5. Țara Galilor    | 5. Lituania              | 5. Islanda           |
| 6. Republica Moldova | 6. Azerbaidjan     | 6. San Marino            | 6. Malta             |